# San Jerónimo Tlacochahuaya
San Jerónimo Tlacochahuaya là một đô thị thuộc bang Oaxaca, México. Năm 2005, dân số của đô thị này là 4679 người.